# Muhammad Andy Royan
Pour les articles homonymes, voir Royan (homonymie) et Royan.
Muhammad Andy Royan, né le 3 septembre 2003 à Gresik, est un coureur cycliste indonésien.

## Biographie
Muhammad Andy Royan est originaire de Gresik, une ville portuaire située sur l'île de Java. Durant son enfance, il pratique le football, le futsal et le Pencak-Silat. Il finit toutefois par se lancer dans le cyclisme vers l'âge de douze ans. Sa première licence est prise dans un club de Surabaya,. 
En 2023, il évolue au sein de l'équipe continentale Mula. Bon rouleur, il remporte le championnat d'Indonésie du contre-la-montre chez les espoirs. Il obtient également diverses places d'honneur au sprint sur des étapes du Tour de Thaïlande. La même année, il se classe troisième de l'épreuve chronométrée aux championnat d'Asie espoirs. Il représente par ailleurs son pays aux championnats du monde espoirs, organisés en Angleterre. Sur piste, il devient champion national de l'américaine, aux côtés de son compatriote Bernard Van Aert. 
Lors de la saison 2024, il conserve son titre de champion national espoir dans le contre-la-montre. Il participe aussi aux championnats d'Asie sur piste et à une manche de la Coupe des Nations. En 2025, il termine deuxième du championnat d'Asie du contre-la-montre espoirs et troisième du championnat d'Indonésie sur route.

## Palmarès sur route

### Par année
- 2022
  - 3e du championnat d'Indonésie sur route espoirs
- 2023
  -  Champion d'Indonésie du contre-la-montre espoirs
  -  Médaillé de bronze du championnat d'Asie du contre-la-montre espoirs
- 2024
  -  Champion d'Indonésie du contre-la-montre espoirs
  - 2e du championnat d'Indonésie du contre-la-montre
  - 3e du championnat d'Indonésie sur route
- 2025
  -  Médaillé d'argent du championnat d'Asie du contre-la-montre espoirs
  - 3e du championnat d'Indonésie sur route

### Classements mondiaux
| Année         | 2022 | 2023 | 2024 |
| ------------- | ---- | ---- | ---- |
| UCI Asia Tour | 192e | 92e  | 37e  |

## Palmarès sur piste

### Championnats nationaux
- 2023
  -  Champion d'Indonésie de l'américaine (avec Bernard Van Aert)
- 2025[6]
  -  Champion d'Indonésie du scratch
  -  Champion d'Indonésie de l'omnium
  -  Champion d'Indonésie de l'américaine (avec Bernard Van Aert)
  - 2e du championnat d'Indonésie de l'élimination
  - 2e du championnat d'Indonésie de course aux points